# 倪孟華
倪孟華，浙江省紹興府上虞縣人，清朝政治人物、进士出身。
嘉慶六年，登進士，授監察御史。